# Strade Bianche for kvinder 2023
Strade Bianche for kvinder 2023 var den 9. udgave af det italienske cykelløb Strade Bianche for kvinder. Det 136 km lange linjeløb blev kørt den 4. marts 2023 med start og mål i Siena i det sydlige Toscana. Løbet var femte arrangement på UCI Women's World Tour 2023. 
Løbet blev en stor succes for SD Worx, da holdets to ryttere Demi Vollering og Lotte Kopecky blev nummer ét og to. Kristen Faulkner fra Team Jayco AlUla kom ind på løbets tredjeplads, men hun blev ti dage efter diskvalificeret af UCI, da hun havde kørt med et blodsukkerapparat (glucometer) klistret til kroppen. Danske Cecilie Uttrup Ludwig rykkede derfor op på løbets officielle tredjeplads.

## Resultat
| \| Samlede stilling \| Samlede stilling \| Samlede stilling \| Samlede stilling \| Samlede stilling \| \| Rytter \| Rytter \| Hold \| Tid \| \| \| ---------------- \| --------------------- \| ------------------ \| ---------------- \| ---------------- \| \| 1. \| Demi Vollering \| SD Worx \| 3t 50' 35" \| \| \| 2. \| Lotte Kopecky \| SD Worx \| + 0" \| \| \| 3. \| Kristen Faulkner \| Team Jayco AlUla \| DQ \| \| \| 3. \| Cecilie Uttrup Ludwig \| FDJ-Suez \| + 2' 01" \| \| \| 4. \| Annemiek van Vleuten \| Movistar Team \| + 2' 01" \| \| \| 5. \| Puck Pieterse \| Fenix-Deceuninck \| + 2' 15" \| \| \| 6. \| Katarzyna Niewiadoma \| Canyon-SRAM Racing \| + 2' 16" \| \| \| 7. \| Liane Lippert \| Movistar Team \| + 2' 27" \| \| \| 8. \| Riejanne Markus \| Team Jumbo-Visma \| + 2' 36" \| \| \| 9. \| Georgi Pfeiffer \| Team DSM \| + 2' 39" \| \| \| 10. \| Floortje Mackaij \| Movistar Team \| + 2' 41" \| \| |                       |                    |            |
| |                       |                    |            |
| Kilde: ProCyclingStats |                       |                    |            |
| Samlede stilling |                       |                    |            |
| Rytter | Rytter                | Hold               | Tid        |
| 1. | Demi Vollering        | SD Worx            | 3t 50' 35" |
| 2. | Lotte Kopecky         | SD Worx            | + 0"       |
| 3. | Kristen Faulkner      | Team Jayco AlUla   | DQ         |
| 3. | Cecilie Uttrup Ludwig | FDJ-Suez           | + 2' 01"   |
| 4. | Annemiek van Vleuten  | Movistar Team      | + 2' 01"   |
| 5. | Puck Pieterse         | Fenix-Deceuninck   | + 2' 15"   |
| 6. | Katarzyna Niewiadoma  | Canyon-SRAM Racing | + 2' 16"   |
| 7. | Liane Lippert         | Movistar Team      | + 2' 27"   |
| 8. | Riejanne Markus       | Team Jumbo-Visma   | + 2' 36"   |
| 9. | Georgi Pfeiffer       | Team DSM           | + 2' 39"   |
| 10. | Floortje Mackaij      | Movistar Team      | + 2' 41"   |

## Hold og ryttere
| UCI Women's WorldTeams (13)- Canyon-SRAM Racing - Team DSM - EF Education-TIBCO-SVB - FDJ-Suez - Fenix-Deceuninck - Israel-Premier Tech Roland - Team Jumbo-Visma - Liv Racing TeqFind - Movistar Team - Team Jayco AlUla - SD Worx - Trek-Segafredo - UAE Team ADQ UCI Women's Kontinentalhold (11)- AG Insurance - Soudal Quick-Step Team - Aromitalia-Basso Bikes-Vaiano - Bepink - Born to win-Zhiraf-G20 - Ceratizit-WNT Pro Cycling - Cofidis - GB Junior Team Piemonte Pedale Castanese A.S.D. - Isolmant-Premac-Vittoria - Laboral Kutxa-Fundacion Euskadi - Team Mendelspeck - Top Girls Fassa Bortolo |
| |

### Danske ryttere
| Danske ryttere på startlisten |                       |               |           |
| Rygnummer                     | Rytter                | Hold          | Placering |
| 91                            | Cecilie Uttrup Ludwig | FDJ-Suez      | 3         |
| 163                           | Emma Norsgaard        | Movistar Team | DNF       |

* DNF = gennemførte ikke

### Startliste
| SD Worx SDW | SD Worx SDW              | SD Worx SDW |
| ----------- | ------------------------ | ----------- |
| Nr.         | Rytter                   | Placering   |
| 1           | Lotte Kopecky (BEL)      | 2.          |
| 2           | Mischa Bredewold (NED)   | 35.         |
| 3           | Elena Cecchini (ITA)     | 63.         |
| 4           | Niamh Fisher-Black (NZL) | 30.         |
| 5           | Anna Shackley (GBR)      | 27.         |
| 6           | Demi Vollering (NED)     | 1.          |

| AG Insurance-Soudal Quick-Step AGS | AG Insurance-Soudal Quick-Step AGS | AG Insurance-Soudal Quick-Step AGS |
| ---------------------------------- | ---------------------------------- | ---------------------------------- |
| Nr.                                | Rytter                             | Placering                          |
| 11                                 | Ashleigh Moolman-Pasio (RSA)       | 12.                                |
| 12                                 | Mireia Benito (ESP)                | 57.                                |
| 13                                 | Julia Borgström (SWE)              | 67.                                |
| 14                                 | Marthe Goossens (BEL)              | 64.                                |
| 15                                 | Anya Louw (AUS)                    | DNS                                |
| 16                                 | Gaia Masetti (ITA)                 | 51.                                |

| Aromitalia-Basso Bikes-Vaiano VAI | Aromitalia-Basso Bikes-Vaiano VAI | Aromitalia-Basso Bikes-Vaiano VAI |
| --------------------------------- | --------------------------------- | --------------------------------- |
| Nr.                               | Rytter                            | Placering                         |
| 21                                | Rasa Leleivytė (LTU) (landevej)   | HD                                |
| 22                                | Francesca Balducci (ITA)          | DNF                               |
| 23                                | Francesca Baroni (ITA)            | 54.                               |
| 24                                | Fanny Bonini (ITA)                | DNF                               |
| 25                                | Milena Del Sarto (ITA)            | DNF                               |
| 26                                | Lara Scarselli (ITA)              | DNF                               |

| Bepink BPK | Bepink BPK                      | Bepink BPK |
| ---------- | ------------------------------- | ---------- |
| Nr.        | Rytter                          | Placering  |
| 31         | Silvia Zanardi (ITA)            | 66.        |
| 32         | Valentina Basilico (ITA)        | DNF        |
| 33         | Nora Jenčušová (SVK) (landevej) | DNF        |
| 34         | Jade Teolis (FRA)               | DNF        |
| 35         | Giorgia Vettorello (ITA)        | 71.        |
| 36         | Matilde Vitillo (ITA)           | 50.        |

| Italien ITA | Italien ITA       | Italien ITA |
| ----------- | ----------------- | ----------- |
| Nr.         | Rytter            | Placering   |
| 41          | Sara Casasola     | 70.         |
| 42          | Silvia Bortolotti | DNF         |
| 43          | Rachele Bonzanini | DNF         |
| 44          | Giulia Luciani    | DNF         |
| 45          | Sofia Barbieri    | DNF         |
| 46          | Emma Zanetti      | DNF         |

| Canyon-SRAM Racing CSR | Canyon-SRAM Racing CSR         | Canyon-SRAM Racing CSR |
| ---------------------- | ------------------------------ | ---------------------- |
| Nr.                    | Rytter                         | Placering              |
| 51                     | Katarzyna Niewiadoma (POL)     | 6.                     |
| 52                     | Ricarda Bauernfeind (GER)      | 16.                    |
| 53                     | Elise Chabbey (SUI)            | 25.                    |
| 54                     | Tiffany Cromwell (AUS)         | 74.                    |
| 55                     | Soraya Paladin (ITA)           | 22.                    |
| 56                     | Agnieszka Skalniak-Sójka (POL) | 56.                    |

| Ceratizit-WNT Pro Cycling WNT | Ceratizit-WNT Pro Cycling WNT | Ceratizit-WNT Pro Cycling WNT |
| ----------------------------- | ----------------------------- | ----------------------------- |
| Nr.                           | Rytter                        | Placering                     |
| 61                            | Arianna Fidanza (ITA)         | HD                            |
| 62                            | Alice Maria Arzuffi (ITA)     | 19.                           |
| 63                            | Nina Berton (LUX)             | 47.                           |
| 65                            | Cédrine Kerbaol (FRA)         | 46.                           |
| 66                            | Marta Lach (POL)              | 49.                           |

| Cofidis COF | Cofidis COF          | Cofidis COF |
| ----------- | -------------------- | ----------- |
| Nr.         | Rytter               | Placering   |
| 71          | Martina Alzini (ITA) | HD          |
| 72          | Morgane Coston (FRA) | 41.         |
| 73          | Séverine Eraud (FRA) | DNF         |
| 74          | Špela Kern (SLO)     | 18.         |
| 75          | Flavie Boulais (FRA) | DNF         |
| 76          | Rachel Neylan (AUS)  | DNF         |

| EF Education-TIBCO-SVB TIB | EF Education-TIBCO-SVB TIB | EF Education-TIBCO-SVB TIB |
| -------------------------- | -------------------------- | -------------------------- |
| Nr.                        | Rytter                     | Placering                  |
| 81                         | Alison Jackson (CAN)       | 39.                        |
| 82                         | Letizia Borghesi (ITA)     | 40.                        |
| 83                         | Veronica Ewers (USA)       | 34.                        |
| 84                         | Sara Poidevin (CAN)        | 68.                        |
| 85                         | Abi Smith (GBR)            | DNF                        |
| 86                         | Lauren Stephens (USA)      | 20.                        |

| FDJ-Suez FST | FDJ-Suez FST                           | FDJ-Suez FST |
| ------------ | -------------------------------------- | ------------ |
| Nr.          | Rytter                                 | Placering    |
| 91           | Cecilie Uttrup Ludwig (DEN) (landevej) | 3.           |
| 92           | Stine Borgli (NOR)                     | HD           |
| 93           | Grace Brown (AUS)                      | 15.          |
| 94           | Vittoria Guazzini (ITA)                | 61.          |
| 95           | Marie Le Net (FRA)                     | 69.          |
| 96           | Gladys Verhulst (FRA)                  | 55.          |

| Fenix-Deceuninck FED | Fenix-Deceuninck FED                     | Fenix-Deceuninck FED |
| -------------------- | ---------------------------------------- | -------------------- |
| Nr.                  | Rytter                                   | Placering            |
| 101                  | Puck Pieterse (NED)                      | 5.                   |
| 102                  | Yara Kastelijn (NED)                     | 14.                  |
| 103                  | Greta Marturano (ITA)                    | HD                   |
| 104                  | Carina Schrempf (AUT)                    | 38.                  |
| 105                  | Christina Schweinberger (AUT) (landevej) | 21.                  |
| 106                  | Sophie Wright (GBR)                      | HD                   |

| Italien ITA | Italien ITA           | Italien ITA |
| ----------- | --------------------- | ----------- |
| Nr.         | Rytter                | Placering   |
| 111         | Gemma Sernissi        | HD          |
| 112         | Benedetta della Corte | DNF         |
| 113         | Giulia Giuliani       | DNF         |
| 114         | Vittoria Ruffilli     | DNF         |
| 115         | Chiara Sacchi         | DNF         |
| 116         | Sylvie Truc           | DNF         |

| Isolmant-Premac-Vittoria SBT | Isolmant-Premac-Vittoria SBT | Isolmant-Premac-Vittoria SBT |
| ---------------------------- | ---------------------------- | ---------------------------- |
| Nr.                          | Rytter                       | Placering                    |
| 121                          | Asia Zontone (ITA)           | DNF                          |
| 122                          | Carlotta Borello (ITA)       | DNF                          |
| 124                          | Valeria Curnis (ITA)         | DNF                          |
| 125                          | Noemi Lucrezia Eremita (ITA) | DNF                          |
| 126                          | Beatrice Rossato (ITA)       | DNF                          |

| Israel-Premier Tech Roland CGS | Israel-Premier Tech Roland CGS             | Israel-Premier Tech Roland CGS |
| ------------------------------ | ------------------------------------------ | ------------------------------ |
| Nr.                            | Rytter                                     | Placering                      |
| 131                            | Tamara Dronova-Balabolina (RUS) (landevej) | 43.                            |
| 133                            | Mia Griffin (IRL)                          | DNF                            |
| 134                            | Silvia Magri (ITA)                         | DNF                            |
| 135                            | Claire Steels (GBR)                        | 26.                            |
| 136                            | Lara Vieceli (ITA)                         | DNF                            |

| Laboral Kutxa-Fundación Euskadi LKF | Laboral Kutxa-Fundación Euskadi LKF | Laboral Kutxa-Fundación Euskadi LKF |
| ----------------------------------- | ----------------------------------- | ----------------------------------- |
| Nr.                                 | Rytter                              | Placering                           |
| 141                                 | Eider Merino (ESP)                  | HD                                  |
| 142                                 | Yurani Blanco Calbet (ESP)          | 73.                                 |
| 143                                 | Idoia Eraso (ESP)                   | DNF                                 |
| 144                                 | Nadia Quagliotto (ITA)              | HD                                  |
| 145                                 | Aileen Schweikart (GER)             | 48.                                 |
| 146                                 | Alba Teruel Ribes (ESP)             | DNF                                 |

| Liv Racing TeqFind LIV | Liv Racing TeqFind LIV            | Liv Racing TeqFind LIV |
| ---------------------- | --------------------------------- | ---------------------- |
| Nr.                    | Rytter                            | Placering              |
| 151                    | Mavi García (ESP) (landevej)      | 11.                    |
| 152                    | Caroline Andersson (SWE)          | HD                     |
| 153                    | Tereza Neumanová (CZE) (landevej) | 58.                    |
| 154                    | Katia Ragusa (ITA)                | 42.                    |
| 155                    | Sabrina Stultiens (NED)           | 33.                    |

| Movistar Team MOV | Movistar Team MOV                     | Movistar Team MOV |
| ----------------- | ------------------------------------- | ----------------- |
| Nr.               | Rytter                                | Placering         |
| 161               | Annemiek van Vleuten (NED) (landevej) | 4.                |
| 162               | Emma Norsgaard (DEN)                  | DNF               |
| 163               | Sheyla Gutiérrez (ESP)                | 72.               |
| 164               | Liane Lippert (GER) (landevej)        | 7.                |
| 165               | Floortje Mackaij (NED)                | 10.               |
| 166               | Paula Patiño (COL)                    | 53.               |

| Team DSM DSM | Team DSM DSM            | Team DSM DSM |
| ------------ | ----------------------- | ------------ |
| Nr.          | Rytter                  | Placering    |
| 171          | Juliette Labous (FRA)   | 36.          |
| 172          | Francesca Barale (ITA)  | 65.          |
| 173          | Eleonora Ciabocco (ITA) | HD           |
| 174          | Léa Curinier (FRA)      | HD           |
| 175          | Georgi Pfeiffer (GBR)   | 9.           |
| 176          | Becky Storrie (GBR)     | DNF          |

| Team Jayco AlUla BEX | Team Jayco AlUla BEX      | Team Jayco AlUla BEX |
| -------------------- | ------------------------- | -------------------- |
| Nr.                  | Rytter                    | Placering            |
| 181                  | Ane Santesteban (ESP)     | 13.                  |
| 182                  | Jessica Allen (AUS)       | DNF                  |
| 183                  | Kristen Faulkner (USA)    | DQ                   |
| 184                  | Ingvild Gåskjenn (NOR)    | HD                   |
| 185                  | Letizia Paternoster (ITA) | 44.                  |
| 186                  | Ruby Roseman-Gannon (AUS) | 24.                  |

| Team Jumbo-Visma TJV | Team Jumbo-Visma TJV             | Team Jumbo-Visma TJV |
| -------------------- | -------------------------------- | -------------------- |
| Nr.                  | Rytter                           | Placering            |
| 191                  | Coryn Labecki (USA)              | DNF                  |
| 192                  | Teuntje Beekhuis (NED)           | 45.                  |
| 193                  | Amber Kraak (NED)                | 32.                  |
| 194                  | Riejanne Markus (NED) (landevej) | 8.                   |
| 195                  | Karlijn Swinkels (NED)           | 28.                  |
| 196                  | Eva van Agt (NED)                | 37.                  |

| Team Mendelspeck MDS | Team Mendelspeck MDS     | Team Mendelspeck MDS |
| -------------------- | ------------------------ | -------------------- |
| Nr.                  | Rytter                   | Placering            |
| 201                  | Francesca Pisciali (ITA) | DNF                  |
| 202                  | Monica Castagna (ITA)    | DNF                  |
| 203                  | Eva Maria Gatscher (ITA) | DNF                  |
| 204                  | Angela Oro (ITA)         | DNF                  |
| 205                  | Beatrice Pozzobon (ITA)  | DNF                  |
| 206                  | Martina Sanfilippo (ITA) | DNF                  |

| Top Girls Fassa Bortolo TOP | Top Girls Fassa Bortolo TOP | Top Girls Fassa Bortolo TOP |
| --------------------------- | --------------------------- | --------------------------- |
| Nr.                         | Rytter                      | Placering                   |
| 211                         | Alessia Vigilia (ITA)       | 52.                         |
| 212                         | Giorgia Bariani (ITA)       | DNF                         |
| 213                         | Alessia Missiaggia (ITA)    | DNF                         |
| 214                         | Iris Monticolo (ITA)        | DNF                         |
| 215                         | Alice Palazzi (ITA)         | DNF                         |
| 216                         | Cristina Tonetti (ITA)      | DNF                         |

| Trek-Segafredo TFS | Trek-Segafredo TFS              | Trek-Segafredo TFS |
| ------------------ | ------------------------------- | ------------------ |
| Nr.                | Rytter                          | Placering          |
| 221                | Elisa Balsamo (ITA) (landevej)  | 31.                |
| 222                | Elynor Bäckstedt (GBR)          | DNF                |
| 223                | Brodie Chapman (AUS) (landevej) | DNF                |
| 225                | Amanda Spratt (AUS)             | 17.                |
| 226                | Tayler Wiles (USA)              | DNF                |

| UAE Team ADQ UAD | UAE Team ADQ UAD       | UAE Team ADQ UAD |
| ---------------- | ---------------------- | ---------------- |
| Nr.              | Rytter                 | Placering        |
| 231              | Silvia Persico (ITA)   | 62.              |
| 232              | Alena Amjaljusik (BLR) | 29.              |
| 233              | Olivia Baril (CAN)     | 60.              |
| 234              | Sofia Bertizzolo (ITA) | DNF              |
| 235              | Mikayla Harvey (NZL)   | 59.              |
| 236              | Erica Magnaldi (ITA)   | 23.              |

| SD Worx SDW | SD Worx SDW              | SD Worx SDW |
| ----------- | ------------------------ | ----------- |
| Nr.         | Rytter                   | Placering   |
| 1           | Lotte Kopecky (BEL)      | 2.          |
| 2           | Mischa Bredewold (NED)   | 35.         |
| 3           | Elena Cecchini (ITA)     | 63.         |
| 4           | Niamh Fisher-Black (NZL) | 30.         |
| 5           | Anna Shackley (GBR)      | 27.         |
| 6           | Demi Vollering (NED)     | 1.          |

| AG Insurance-Soudal Quick-Step AGS | AG Insurance-Soudal Quick-Step AGS | AG Insurance-Soudal Quick-Step AGS |
| ---------------------------------- | ---------------------------------- | ---------------------------------- |
| Nr.                                | Rytter                             | Placering                          |
| 11                                 | Ashleigh Moolman-Pasio (RSA)       | 12.                                |
| 12                                 | Mireia Benito (ESP)                | 57.                                |
| 13                                 | Julia Borgström (SWE)              | 67.                                |
| 14                                 | Marthe Goossens (BEL)              | 64.                                |
| 15                                 | Anya Louw (AUS)                    | DNS                                |
| 16                                 | Gaia Masetti (ITA)                 | 51.                                |

| Aromitalia-Basso Bikes-Vaiano VAI | Aromitalia-Basso Bikes-Vaiano VAI | Aromitalia-Basso Bikes-Vaiano VAI |
| --------------------------------- | --------------------------------- | --------------------------------- |
| Nr.                               | Rytter                            | Placering                         |
| 21                                | Rasa Leleivytė (LTU) (landevej)   | HD                                |
| 22                                | Francesca Balducci (ITA)          | DNF                               |
| 23                                | Francesca Baroni (ITA)            | 54.                               |
| 24                                | Fanny Bonini (ITA)                | DNF                               |
| 25                                | Milena Del Sarto (ITA)            | DNF                               |
| 26                                | Lara Scarselli (ITA)              | DNF                               |

| Bepink BPK | Bepink BPK                      | Bepink BPK |
| ---------- | ------------------------------- | ---------- |
| Nr.        | Rytter                          | Placering  |
| 31         | Silvia Zanardi (ITA)            | 66.        |
| 32         | Valentina Basilico (ITA)        | DNF        |
| 33         | Nora Jenčušová (SVK) (landevej) | DNF        |
| 34         | Jade Teolis (FRA)               | DNF        |
| 35         | Giorgia Vettorello (ITA)        | 71.        |
| 36         | Matilde Vitillo (ITA)           | 50.        |

| Italien ITA | Italien ITA       | Italien ITA |
| ----------- | ----------------- | ----------- |
| Nr.         | Rytter            | Placering   |
| 41          | Sara Casasola     | 70.         |
| 42          | Silvia Bortolotti | DNF         |
| 43          | Rachele Bonzanini | DNF         |
| 44          | Giulia Luciani    | DNF         |
| 45          | Sofia Barbieri    | DNF         |
| 46          | Emma Zanetti      | DNF         |

| Canyon-SRAM Racing CSR | Canyon-SRAM Racing CSR         | Canyon-SRAM Racing CSR |
| ---------------------- | ------------------------------ | ---------------------- |
| Nr.                    | Rytter                         | Placering              |
| 51                     | Katarzyna Niewiadoma (POL)     | 6.                     |
| 52                     | Ricarda Bauernfeind (GER)      | 16.                    |
| 53                     | Elise Chabbey (SUI)            | 25.                    |
| 54                     | Tiffany Cromwell (AUS)         | 74.                    |
| 55                     | Soraya Paladin (ITA)           | 22.                    |
| 56                     | Agnieszka Skalniak-Sójka (POL) | 56.                    |

| Ceratizit-WNT Pro Cycling WNT | Ceratizit-WNT Pro Cycling WNT | Ceratizit-WNT Pro Cycling WNT |
| ----------------------------- | ----------------------------- | ----------------------------- |
| Nr.                           | Rytter                        | Placering                     |
| 61                            | Arianna Fidanza (ITA)         | HD                            |
| 62                            | Alice Maria Arzuffi (ITA)     | 19.                           |
| 63                            | Nina Berton (LUX)             | 47.                           |
| 65                            | Cédrine Kerbaol (FRA)         | 46.                           |
| 66                            | Marta Lach (POL)              | 49.                           |

| Cofidis COF | Cofidis COF          | Cofidis COF |
| ----------- | -------------------- | ----------- |
| Nr.         | Rytter               | Placering   |
| 71          | Martina Alzini (ITA) | HD          |
| 72          | Morgane Coston (FRA) | 41.         |
| 73          | Séverine Eraud (FRA) | DNF         |
| 74          | Špela Kern (SLO)     | 18.         |
| 75          | Flavie Boulais (FRA) | DNF         |
| 76          | Rachel Neylan (AUS)  | DNF         |

| EF Education-TIBCO-SVB TIB | EF Education-TIBCO-SVB TIB | EF Education-TIBCO-SVB TIB |
| -------------------------- | -------------------------- | -------------------------- |
| Nr.                        | Rytter                     | Placering                  |
| 81                         | Alison Jackson (CAN)       | 39.                        |
| 82                         | Letizia Borghesi (ITA)     | 40.                        |
| 83                         | Veronica Ewers (USA)       | 34.                        |
| 84                         | Sara Poidevin (CAN)        | 68.                        |
| 85                         | Abi Smith (GBR)            | DNF                        |
| 86                         | Lauren Stephens (USA)      | 20.                        |

| FDJ-Suez FST | FDJ-Suez FST                           | FDJ-Suez FST |
| ------------ | -------------------------------------- | ------------ |
| Nr.          | Rytter                                 | Placering    |
| 91           | Cecilie Uttrup Ludwig (DEN) (landevej) | 3.           |
| 92           | Stine Borgli (NOR)                     | HD           |
| 93           | Grace Brown (AUS)                      | 15.          |
| 94           | Vittoria Guazzini (ITA)                | 61.          |
| 95           | Marie Le Net (FRA)                     | 69.          |
| 96           | Gladys Verhulst (FRA)                  | 55.          |

| Fenix-Deceuninck FED | Fenix-Deceuninck FED                     | Fenix-Deceuninck FED |
| -------------------- | ---------------------------------------- | -------------------- |
| Nr.                  | Rytter                                   | Placering            |
| 101                  | Puck Pieterse (NED)                      | 5.                   |
| 102                  | Yara Kastelijn (NED)                     | 14.                  |
| 103                  | Greta Marturano (ITA)                    | HD                   |
| 104                  | Carina Schrempf (AUT)                    | 38.                  |
| 105                  | Christina Schweinberger (AUT) (landevej) | 21.                  |
| 106                  | Sophie Wright (GBR)                      | HD                   |

| Italien ITA | Italien ITA           | Italien ITA |
| ----------- | --------------------- | ----------- |
| Nr.         | Rytter                | Placering   |
| 111         | Gemma Sernissi        | HD          |
| 112         | Benedetta della Corte | DNF         |
| 113         | Giulia Giuliani       | DNF         |
| 114         | Vittoria Ruffilli     | DNF         |
| 115         | Chiara Sacchi         | DNF         |
| 116         | Sylvie Truc           | DNF         |

| Isolmant-Premac-Vittoria SBT | Isolmant-Premac-Vittoria SBT | Isolmant-Premac-Vittoria SBT |
| ---------------------------- | ---------------------------- | ---------------------------- |
| Nr.                          | Rytter                       | Placering                    |
| 121                          | Asia Zontone (ITA)           | DNF                          |
| 122                          | Carlotta Borello (ITA)       | DNF                          |
| 124                          | Valeria Curnis (ITA)         | DNF                          |
| 125                          | Noemi Lucrezia Eremita (ITA) | DNF                          |
| 126                          | Beatrice Rossato (ITA)       | DNF                          |

| Israel-Premier Tech Roland CGS | Israel-Premier Tech Roland CGS             | Israel-Premier Tech Roland CGS |
| ------------------------------ | ------------------------------------------ | ------------------------------ |
| Nr.                            | Rytter                                     | Placering                      |
| 131                            | Tamara Dronova-Balabolina (RUS) (landevej) | 43.                            |
| 133                            | Mia Griffin (IRL)                          | DNF                            |
| 134                            | Silvia Magri (ITA)                         | DNF                            |
| 135                            | Claire Steels (GBR)                        | 26.                            |
| 136                            | Lara Vieceli (ITA)                         | DNF                            |

| Laboral Kutxa-Fundación Euskadi LKF | Laboral Kutxa-Fundación Euskadi LKF | Laboral Kutxa-Fundación Euskadi LKF |
| ----------------------------------- | ----------------------------------- | ----------------------------------- |
| Nr.                                 | Rytter                              | Placering                           |
| 141                                 | Eider Merino (ESP)                  | HD                                  |
| 142                                 | Yurani Blanco Calbet (ESP)          | 73.                                 |
| 143                                 | Idoia Eraso (ESP)                   | DNF                                 |
| 144                                 | Nadia Quagliotto (ITA)              | HD                                  |
| 145                                 | Aileen Schweikart (GER)             | 48.                                 |
| 146                                 | Alba Teruel Ribes (ESP)             | DNF                                 |

| Liv Racing TeqFind LIV | Liv Racing TeqFind LIV            | Liv Racing TeqFind LIV |
| ---------------------- | --------------------------------- | ---------------------- |
| Nr.                    | Rytter                            | Placering              |
| 151                    | Mavi García (ESP) (landevej)      | 11.                    |
| 152                    | Caroline Andersson (SWE)          | HD                     |
| 153                    | Tereza Neumanová (CZE) (landevej) | 58.                    |
| 154                    | Katia Ragusa (ITA)                | 42.                    |
| 155                    | Sabrina Stultiens (NED)           | 33.                    |

| Movistar Team MOV | Movistar Team MOV                     | Movistar Team MOV |
| ----------------- | ------------------------------------- | ----------------- |
| Nr.               | Rytter                                | Placering         |
| 161               | Annemiek van Vleuten (NED) (landevej) | 4.                |
| 162               | Emma Norsgaard (DEN)                  | DNF               |
| 163               | Sheyla Gutiérrez (ESP)                | 72.               |
| 164               | Liane Lippert (GER) (landevej)        | 7.                |
| 165               | Floortje Mackaij (NED)                | 10.               |
| 166               | Paula Patiño (COL)                    | 53.               |

| Team DSM DSM | Team DSM DSM            | Team DSM DSM |
| ------------ | ----------------------- | ------------ |
| Nr.          | Rytter                  | Placering    |
| 171          | Juliette Labous (FRA)   | 36.          |
| 172          | Francesca Barale (ITA)  | 65.          |
| 173          | Eleonora Ciabocco (ITA) | HD           |
| 174          | Léa Curinier (FRA)      | HD           |
| 175          | Georgi Pfeiffer (GBR)   | 9.           |
| 176          | Becky Storrie (GBR)     | DNF          |

| Team Jayco AlUla BEX | Team Jayco AlUla BEX      | Team Jayco AlUla BEX |
| -------------------- | ------------------------- | -------------------- |
| Nr.                  | Rytter                    | Placering            |
| 181                  | Ane Santesteban (ESP)     | 13.                  |
| 182                  | Jessica Allen (AUS)       | DNF                  |
| 183                  | Kristen Faulkner (USA)    | DQ                   |
| 184                  | Ingvild Gåskjenn (NOR)    | HD                   |
| 185                  | Letizia Paternoster (ITA) | 44.                  |
| 186                  | Ruby Roseman-Gannon (AUS) | 24.                  |

| Team Jumbo-Visma TJV | Team Jumbo-Visma TJV             | Team Jumbo-Visma TJV |
| -------------------- | -------------------------------- | -------------------- |
| Nr.                  | Rytter                           | Placering            |
| 191                  | Coryn Labecki (USA)              | DNF                  |
| 192                  | Teuntje Beekhuis (NED)           | 45.                  |
| 193                  | Amber Kraak (NED)                | 32.                  |
| 194                  | Riejanne Markus (NED) (landevej) | 8.                   |
| 195                  | Karlijn Swinkels (NED)           | 28.                  |
| 196                  | Eva van Agt (NED)                | 37.                  |

| Team Mendelspeck MDS | Team Mendelspeck MDS     | Team Mendelspeck MDS |
| -------------------- | ------------------------ | -------------------- |
| Nr.                  | Rytter                   | Placering            |
| 201                  | Francesca Pisciali (ITA) | DNF                  |
| 202                  | Monica Castagna (ITA)    | DNF                  |
| 203                  | Eva Maria Gatscher (ITA) | DNF                  |
| 204                  | Angela Oro (ITA)         | DNF                  |
| 205                  | Beatrice Pozzobon (ITA)  | DNF                  |
| 206                  | Martina Sanfilippo (ITA) | DNF                  |

| Top Girls Fassa Bortolo TOP | Top Girls Fassa Bortolo TOP | Top Girls Fassa Bortolo TOP |
| --------------------------- | --------------------------- | --------------------------- |
| Nr.                         | Rytter                      | Placering                   |
| 211                         | Alessia Vigilia (ITA)       | 52.                         |
| 212                         | Giorgia Bariani (ITA)       | DNF                         |
| 213                         | Alessia Missiaggia (ITA)    | DNF                         |
| 214                         | Iris Monticolo (ITA)        | DNF                         |
| 215                         | Alice Palazzi (ITA)         | DNF                         |
| 216                         | Cristina Tonetti (ITA)      | DNF                         |

| Trek-Segafredo TFS | Trek-Segafredo TFS              | Trek-Segafredo TFS |
| ------------------ | ------------------------------- | ------------------ |
| Nr.                | Rytter                          | Placering          |
| 221                | Elisa Balsamo (ITA) (landevej)  | 31.                |
| 222                | Elynor Bäckstedt (GBR)          | DNF                |
| 223                | Brodie Chapman (AUS) (landevej) | DNF                |
| 225                | Amanda Spratt (AUS)             | 17.                |
| 226                | Tayler Wiles (USA)              | DNF                |

| UAE Team ADQ UAD | UAE Team ADQ UAD       | UAE Team ADQ UAD |
| ---------------- | ---------------------- | ---------------- |
| Nr.              | Rytter                 | Placering        |
| 231              | Silvia Persico (ITA)   | 62.              |
| 232              | Alena Amjaljusik (BLR) | 29.              |
| 233              | Olivia Baril (CAN)     | 60.              |
| 234              | Sofia Bertizzolo (ITA) | DNF              |
| 235              | Mikayla Harvey (NZL)   | 59.              |
| 236              | Erica Magnaldi (ITA)   | 23.              |